# Associação Comercial, Agrícola e Industrial de Timor

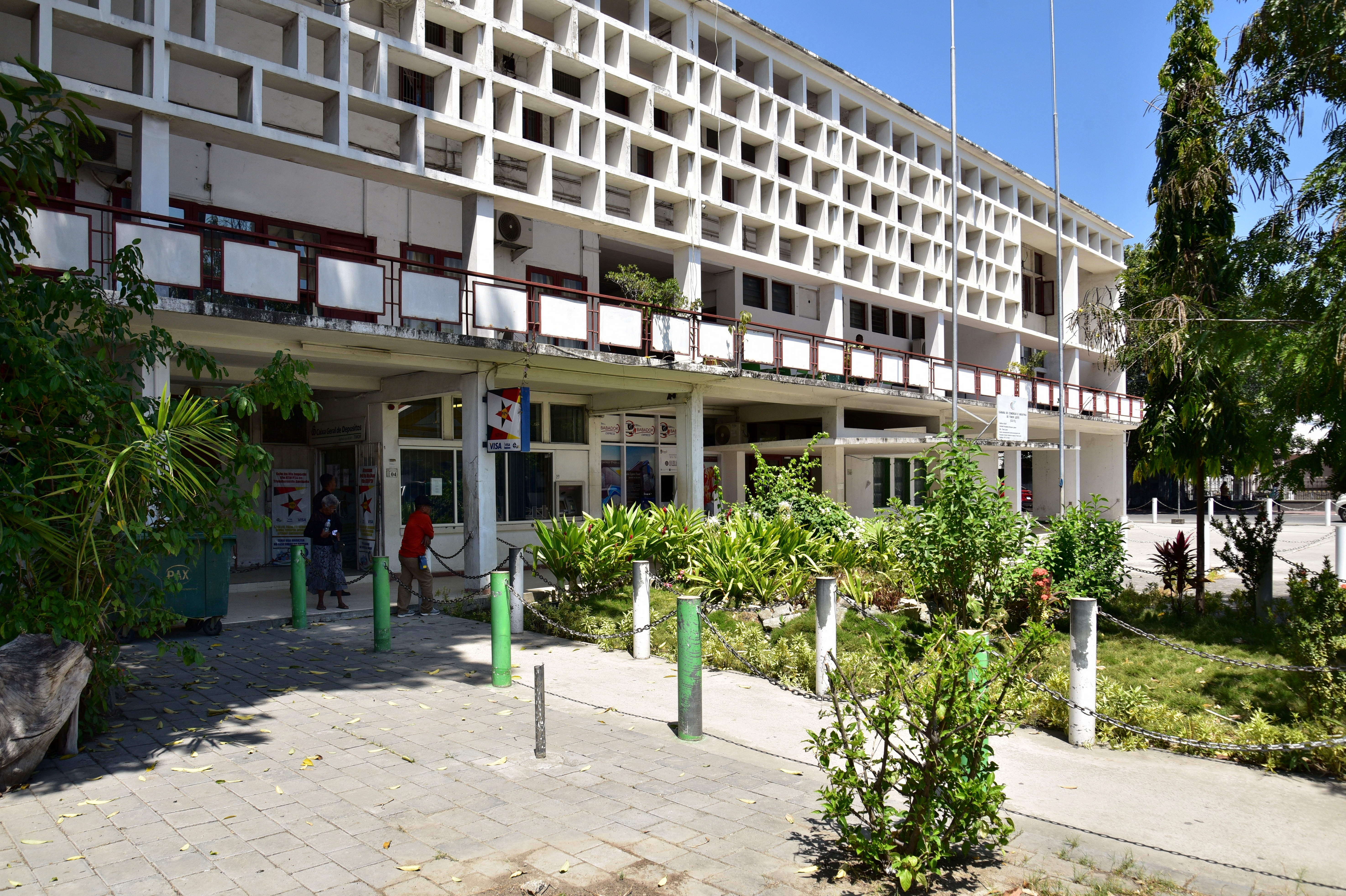
Das Gebäude der ACAIT (2023)

Das Gebäude der ehemaligen Associação Comercial, Agrícola e Industrial de Timor (ACAIT, deutsch Landwirtschaftliche und Industrielle Vereinigung Timor) befindet sich an der Ecke der Rua 30 de Agosto (nach Osten, vor November 2015 Rua José Maria Marques) und der Avenida Xavier do Amaral (nach Süden, ehemals Avenida Bispo Medeiros) in Osttimors Landeshauptstadt Dili (Suco Gricenfor). In direkter Nachbarschaft liegt der  Regierungspalast Osttimors. Der Haupteingang der  ACAIT befindet sich in der Rua 30 de Agosto, Hausnummer 2. In dem Gebäude befand sich bis zur Eröffnung des Neubaus in der Avenida Marginal die portugiesische Botschaft in Osttimor.

## Hintergrund

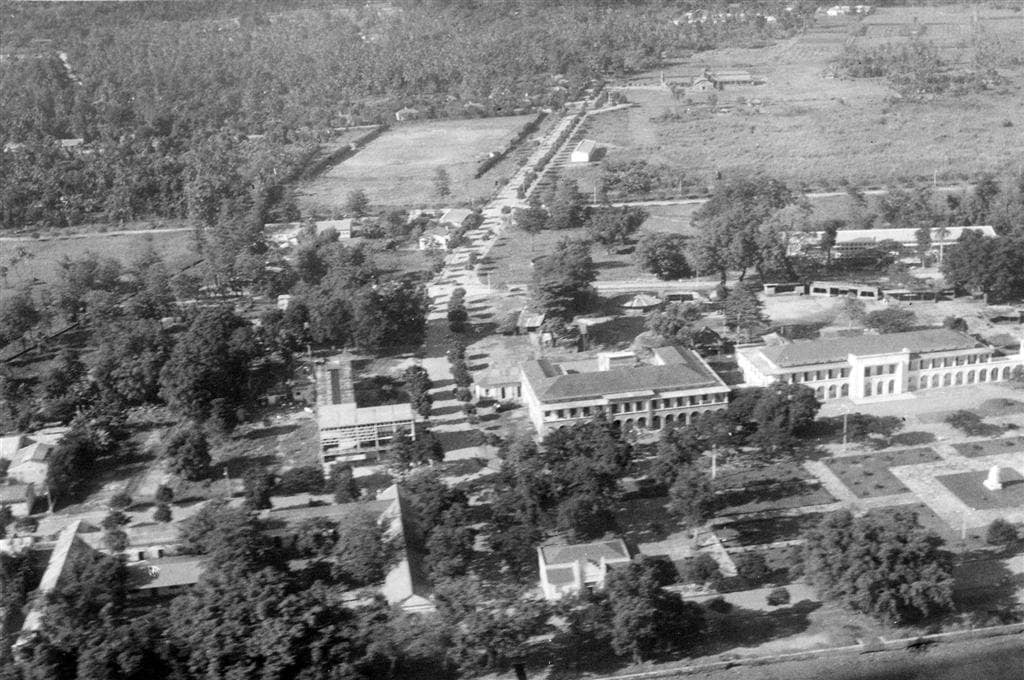
Das ACAIT links vom Regierungspalast (1960er)

Die ACAIT wurde (ACAIT) am 3. Januar 1953 mit dem Regierungsdekret Nr. 1869 gegründet. Sie diente der oberen Klasse als Vereinigung einzelner Personen und Gruppen, die führende Funktionen in der Landwirtschaft, Industrie, Handel und im Finanzsektor hatten. Einer der führenden Gründungsmitglieder war der ehemalige anarchistische Exilant Manuel Viegas Carrascalão. Weiterreichend sollte die ACAIT die Wirtschaft Portugiesisch-Timors stärken die Interessen der Mitglieder vor den Autoritäten schützen, juristische Unterstützung und professionelle Fortbildungen bieten und Stipendien für die Kinder der Mitglieder bieten. Mit der indonesischen Besetzung Osttimors 1975 stellte die ACAIT ihre Arbeit ein.

## Geschichte und Architektur des Gebäudes

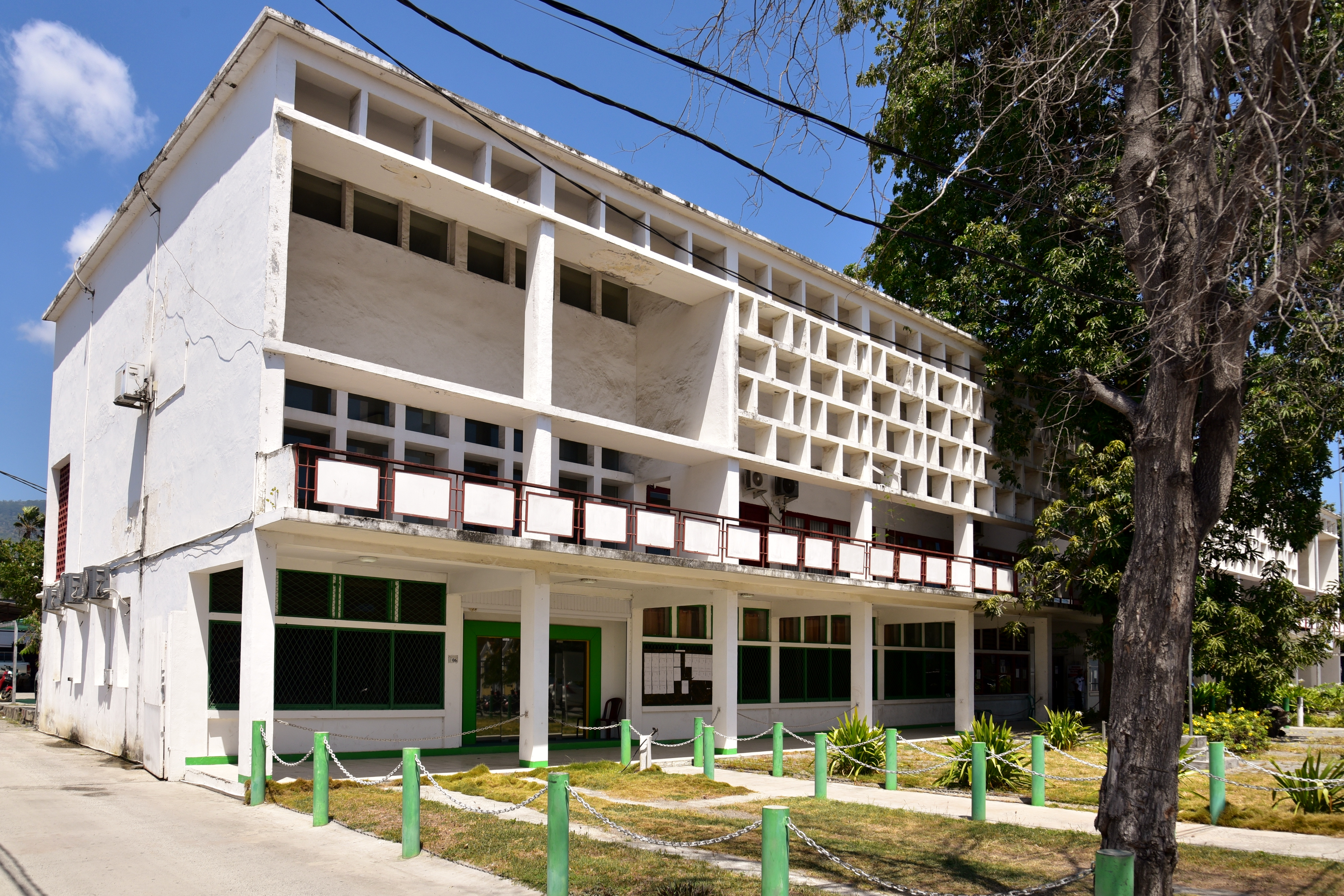
Ostseite (2023)

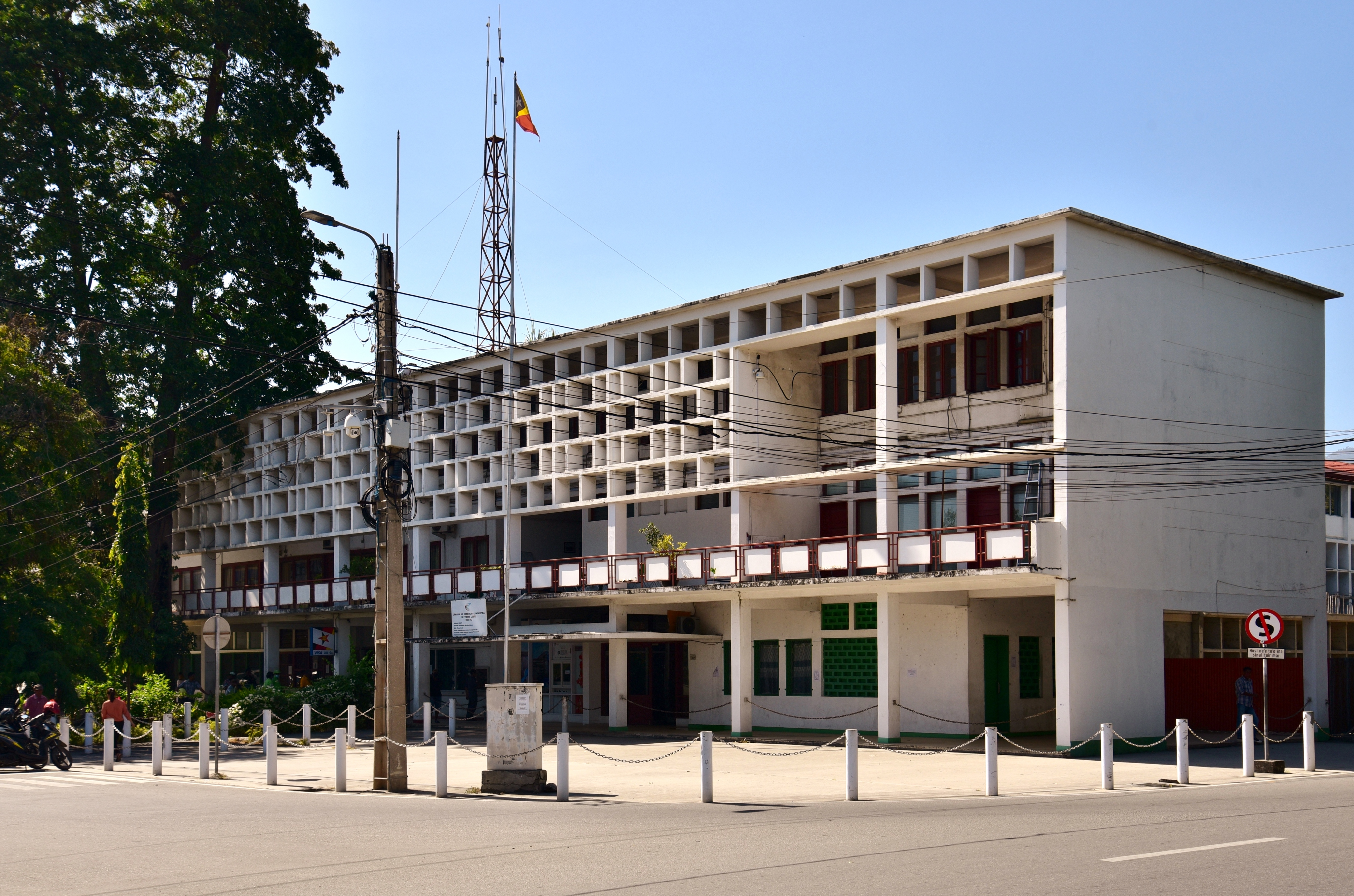
Westseite (2023)

In Anwesenheit von Gouverneur José Alberty Correia wurde der Hauptsitz der ACAIT im April 1964 eingeweiht.
Sie gilt als Ikone der modernen Architektur in Dili. Ursprünglich war das Gebäude an einer anderen Stelle geplant, so markiert es durch seine Lage einen Kontrast zu den benachbarten, repräsentativen, neoklassizistischen Gebäuden, die nach Plänen von 1951 westlich entstanden und dem Casa Europa aus dem 19. Jahrhundert im Norden. Hier finden sich Gemeinsamkeiten mit dem Gebäude der Banco Nacional Ultramarino in Dili. Die Gebäude ruhen auf Säulen, statt auf tragenden Mauern, die Dächer sind flach, Vordächer und Gitter schützen die Fassade vor der Sonne an der exponiertesten Seite.
Nach den Plänen von António Sousa Mendes, aus dem Jahre 1960, war das Gebäude als dreistöckiges Gebäude konzipiert. Das Erdgeschoss sollte als Geschäftszeile dienen, die anderen Stockwerke für Büros und andere Funktionen, wie zum Beispiel für eine Bar, Spielsäle, einen Ballsaal, einer Bücherei und private Räumlichkeiten für Mitglieder. Da man öffentliche Dienstleistungen anbieten wollte, gab es im Erdgeschoss das Café Amadeu Coelho, das in Richtung der damaligen Avenida Bispo de Medeiros eine Terrasse hatte. Auf dem Dach gab es einen Saal für Empfänge und Festlichkeiten. Aufgrund des tropischen Klimas wurde die Bauweise für eine Kreuz-Ventilation ausgelegt und die Fenster gegen starkes Sonnenlicht geschützt. Sie waren durch Balkons tiefer in das Haus hineinversetzt und teilweise durch ein Betongitter verdeckt. Im Erdgeschoss befand sich eine Galerie, ebenfalls zum Schutz der Passanten vor Sonne und Regen. Durch die modulweise Konstruktion konnte der etwas höhere Ost-West-Flügel entlang der Rua 30 de Agosto später verlängert werden. Der ebenfalls erst nachträglich hinzugefügte flachere Nord-Süd-Flügel ist etwas von der Avenida Xavier do Amaral weg hineinversetzt.
Während der indonesischen Besatzung wurde das Gebäude von der indonesischen Verwaltung genutzt. Die Botschaft Portugals war von 2000 bis 2017 in den Räumen des ehemaligen Cafés untergebracht. Außerdem befinden sich hier Filialen der Banco Nacional Ultramarino (BNU) und der Post Osttimors und die Câmera de Comércio e Indústria de Timor-Leste (CCI-TL). Das ACAIT Bistro, das seit den Zeiten der UN-Verwaltung hier existierte, wurde 2018 wegen Streitigkeiten über den Mietvertrag zwangsgeräumt.